# Formosatettix hubeiensis
Formosatettix hubeiensis är en insektsart som beskrevs av Zheng, Z., K. Li och Zhi Wei 2002. Formosatettix hubeiensis ingår i släktet Formosatettix och familjen torngräshoppor. Inga underarter finns listade i Catalogue of Life.